# Braich Goch Slate Mine

1890

Die Braich Goch Slate Mine ist ein ehemaliges Bergwerk für Schwarzschiefer bei Corris Uchaf, Machynlleth, Powys in Wales. 
Ein offener Abbau begann etwa 1800. Ab 1836 wurden verschiedene Stollen in den Berg getrieben. Nachdem die Eisenbahnstrecke Corris Railway 1859 eröffnet worden war, wurde die Braich Goch Slate Quarry Co. 1864 gegründet. Auf ihrem Höhepunkt 1878 förderten 250 Beschäftigte rund 7000 Tonnen Platten und Dachschiefer. Das Unternehmen ging 1906 in Konkurs. Es folgten sechs weitere Betreiber, bis die Mine 1970 endgültig stillgelegt wurde. Insgesamt wurde auf sieben Sohlen Abbau betrieben. Einige Teile stehen heute Besuchern offen.